# Tambon Baroh
Tambon Baroh is een bestuurslaag in het regentschap Aceh Utara van de provincie Atjeh, Indonesië. Tambon Baroh telt 4757 inwoners (volkstelling 2010).